# Ögedej
Ögedej (1186 – 11. prosince 1241), též zvaný Ogodej, Ogotaj nebo Oktaj (mongolsky Өгэдэй, Ögedei) byl třetí syn Čingischána a po jeho smrti druhý Velký chán Mongolské říše. Pokračoval v expanzi, kterou jeho otec začal, a stal se světově známým, když dovedl Mongoly nejdál na jih a západ při invazích do Asie a Evropy. Stejně jako zbylí Čingischánovi synové se také podílel na dobývání Číny, Persie a Střední Asie. Vyslal armádu i do Ruska a střední Evropy, vedl ji vojevůdce Bátú.
Ögedej měl sedm synů, a to Güjüka, Kodena, Kochua, Korachara, Kashiho, Khadana a Meliqa. Jeho ženou byla Borakchin a později Töregene. Mimo nich měl velké množství konkubín.
V roce 1235 zřídil na území své říše poštovní službu. Nechal postavit nové hlavní město Karakorum.
Ögedej jmenoval jako nástupce svého vnuka Širemuna, ale nakonec se po 5 letech regentství ovdovělé Töregene stal Velkým chánem jeho syn Güjük.